# Ружан (гміна)
Гміна Ружан (пол. Gmina Różan) — місько-сільська гміна у центральній Польщі. Належить до Маковського повіту Мазовецького воєводства.
Станом на 31 грудня 2011 у гміні проживало 4510 осіб.

## Площа
Згідно з даними за 2007 рік площа гміни становила 84.10 км², у тому числі:
- орні землі: 61.00%
- ліси: 28.00%

Таким чином, площа гміни становить 7.90% площі повіту.

## Населення
Станом на 31 грудня 2011:
| Опис     | Загалом | Загалом | Чоловіки | Чоловіки | Жінки | Жінки |
| -------- | ------- | ------- | -------- | -------- | ----- | ----- |
| одиниця  | осіб    | %       | осіб     | %        | осіб  | %     |
| все      | 4510    | 100     | 2241     | 49.69    | 2269  | 50.31 |
| міське   | 2753    | 100     | 1327     | 48.20    | 1426  | 51.80 |
| сільське | 1757    | 100     | 914      | 52.02    | 843   | 47.98 |

## Сусідні гміни
Гміна Ружан межує з такими гмінами: Ґоворово, Жевне, Млинаже, Червонка.